# Villogorgia dubia
Villogorgia dubia is een zachte koraalsoort uit de familie Plexauridae. De koraalsoort komt uit het geslacht Villogorgia. Villogorgia dubia werd in 1924 voor het eerst wetenschappelijk beschreven door Kükenthal. 